# Masta Ace
Masta Ace, de son vrai nom Duval Clear, né le 4 décembre 1966 à New York, et plus précisément dans l'arrondissement de Brooklyn, aux États-Unis,  est un rappeur américain. Il participe au posse cut classique intitulé The Symphony du Juice Crew. Il est également cité pour son talent de rappeur, et pour avoir influencé d'autres rappeurs comme Eminem.

## Biographie

### 1988–1994
Clear est né le 4 décembre 1966 à Brooklyn, dans la ville de New York. Il étudie à l'Université de Rhode Island en 1988 après avoir rencontré Marley Marl en 1987 pendant les vacances d'été. Ace fait ses débuts dans le hip-hop sur le posse-cut The Symphony, aux côtés des membres du collectif Juice Crew, Craig G, Kool G Rap et Big Daddy Kane, publié sur l'album In Control, vol. 1 de Marley Marl. L'album contient également les autres chansons composées à cette période par Ace, Keep Your Eyes on the Prize et Simon Says. 
En 1989, il publie son premier single en solo Together b/w Letter to the Better. Son premier album, Take a Look Around, est publié le 24 juin 1990 sur le label Cold Chillin' Records, et est produit par Marl et DJ Mister Cee. L'album contient les singles au succès modéré Music Man et Me and The Biz. Il est classé 38e au Top R&B/Hip-Hop Albums.
Au début de sa carrière, Masta Ace est de type provocateur (voir Jeep Ass Niguh, dans lequel, de bouche à oreille, il fustige le harcèlement des jeunes noirs par des policiers dans les rues). Entre ses premier et deuxième albums, Ace commence à s'intéresser à l'aspect commercial du hip-hop, ainsi qu'à l'émergence du gangsta rap influençant son deuxième album, SlaughtaHouse publié en 1993. L'album fait participer le nouveau crew d'Ace, Masta Ace Incorporated, aux côtés d'Eyceurokk, de Lord Digga, Paula Perry et Leschea. Les singles SlaughtaHouse, Saturday Nite Live, Style Wars et Jeep Ass Niguh sont issus de l'album. Ce dernier contient un remix non listé intitulé Born to Roll, qui deviendra un single crossover en 1994, classé 23e au Billboard Hot 100. La même année, Ace devient membre du groupe Crooklyn Dodgers aux côtés des rappeurs Special Ed et Buckshot du groupe Black Moon.

### 1995–2000
Ace se popularise auprès du grand public en 1995, grâce à son album Sittin' on Chrome, publié le 2 mai la même année. Ce dernier est enregistré au sein du groupe Masta Ace Incorporated, désormais The I.N.C. L'album est le mieux accueilli dans la carrière d'Ace, qui se classe 19e au Top R&B/Hip-Hop Albums. Sittin' On Chrome contient la chanson Born to Roll et deux autres chansons classées au Billboard Hot 100 The I.N.C. Ride et Sittin' on Chrome. À la suite du succès de l'album, Ace entre en conflit avec les membres du I.N.C., Lord Digga et Paula Perry, ce qui mène à la rupture du groupe. Après la rupture, Ace sera partiellement absent pendant cinq ans de la scène hip-hop. À cette période, il change fréquemment de labels, publiant des singles comme Cars sur le label Tape Kingz Records, Yeah Yeah Yeah et NFL chez Union Label, NY Confidential sur Replay Records, Express Delivery sur Three Sixty Records, Spread It Out/Hellbound sur Yosumi Records, Conflict sur Mona Records, Ghetto Like sur Fat Beats, So Now U a MC sur Bad Magic Records, et Brooklyn Blocks sur Duck Down Records.

### Depuis 2001

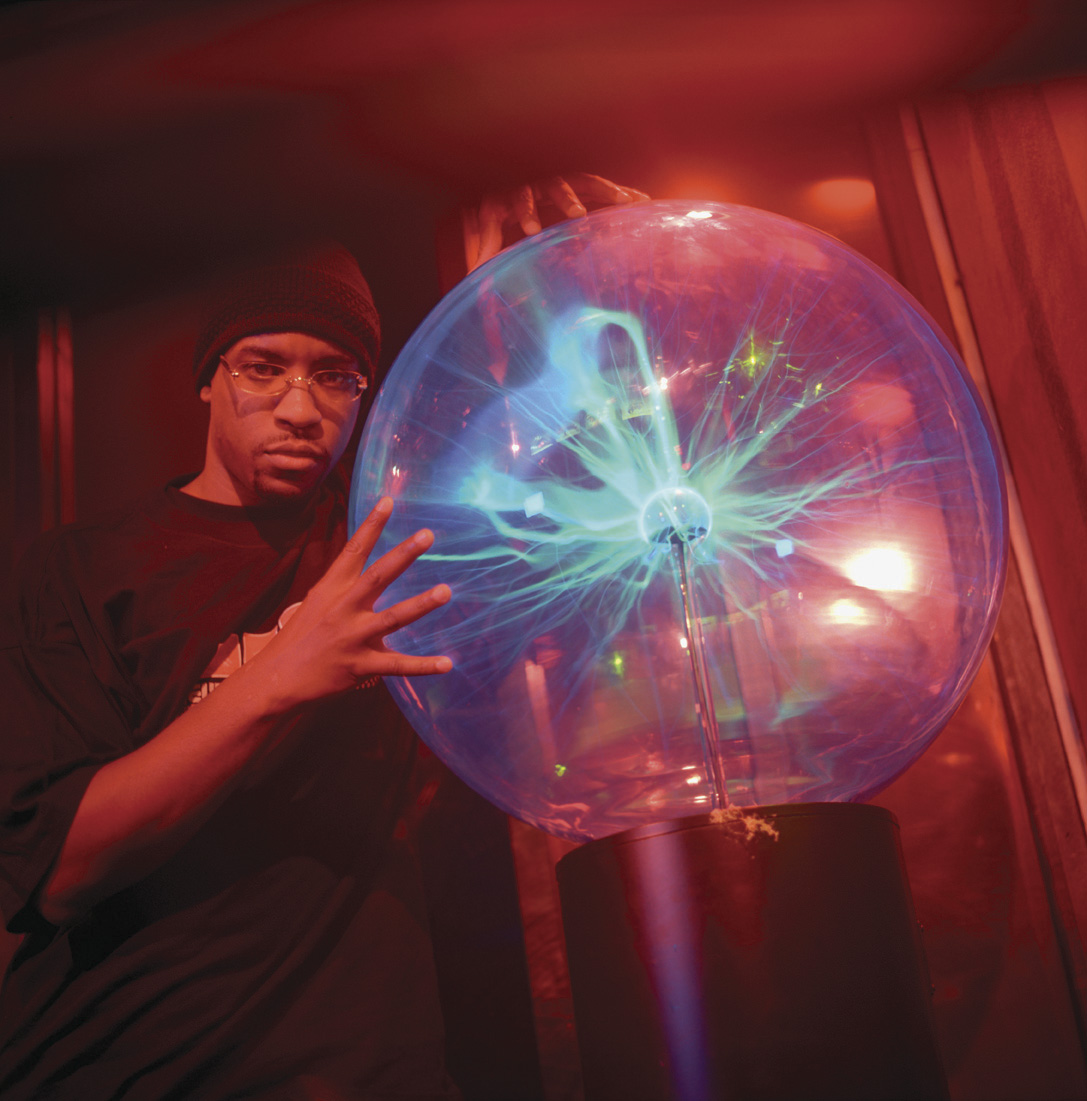
Masta à Hambourg, en Allemagne, en 2001.

Masta Ace souffre de sclérose en plaques, maladie diagnostiquée en 2000. Le single Ghetto Like d'Ace mène à un conflit avec le rappeur underground Boogieman, qui avait publié un single au titre similaire intitulé Ghetto Love sur le label 420recordings. Pensant qu'Ace avait plagié sa chanson, Boogieman publie une diss song sur Ace intitulée Just You Wait. Ace répond à Boogieman avec le titre Acknowledge, qui vise également The High & Mighty. Les deux participent à une battle à l'événement Lyricist Lounge. Acknowledge est incluse sur l'album d'Ace, Disposable Arts.
Disposable Arts, son quatrième album publié le 18 octobre 2001, devient un succès underground. Depuis la publication de l'album, ses textes engagés mettent en lumière des faits et ses sentiments sur la vie urbaine américaine ainsi que ses doutes envers le hip-hop actuel happé par le commerce, d'où le titre de son album que littéralement traduit « art jetable ». A Long Hot Summer, publié en 2004, était censé être son dernier album. 
En 2007, Masta Ace participe à la mixtape Official Joints, une compilation de chansons non publiées par de nombreux rappeurs originaires de New York. 
Il revient en 2008 avec eMC, le premier groupe de son label M3. L'album The Show est une réussite pour les critiques et les fans voyant à travers eux la renaissance du rap new yorkais.
En 2009, Masta Ace se joint au rappeur Edo. G pour publier l'album Arts and Entertainment le 3 novembre 2009. Arts and Entertainment est abrégé en A&E menant à la création de la chaîne télévisée A&E. 
En 2012, Masta Ace publie MA DOOM: Son of Yvonne, produit par MF DOOM. Il prévoit également de fêter les dix ans de son album Disposable Arts, avec plusieurs chansons. Lors d'un entretien, Ace confie que Son of Yvonne l'a aidé à extérioriser tout ce qu'il n'a pu dire à sa mère avant son décès. 
En janvier 2014, Masta Ace se réunit avec Stricklin, Wordsworth et Punchline sous le nom de eMC, signant un contrat avec Penalty Entertainment et Sony Red. Ils annoncent un EP pour avril 2014, suivi d'un album en 2015. Punchline quitte le groupe en octobre 2014. Fin 2014, Masta Ace signe chez M3 Records/Penalty Entertainment pour un sixième album prévu au milieu de l'année 2015. Il participe à une série de quatre remixes de chansons de Denez Prigent, le chanteur breton qui interprète lui une gwerz sur l'album d'Ace, The falling season en 2016.

## Discographie

### Albums studio
- 1990 : Take a Look Around
- 2001 : Disposable Arts
- 2004 : A Long Hot Summer
- 2012 : MA Doom: Son of Yvonne
- 2016 : The Falling Season[20]

### Albums collaboratifs
- 1993 : SlaughtaHouse (avec Masta Ace Incorporated)
- 1995 : Sittin' on Chrome (avec Masta Ace Incorporated)
- 2008 : The Show (avec eMC (en))
- 2009 : Arts & Entertainment (avec Edo. G)
- 2015 : The Tonite Show (avec eMC (en))
- 2018 : A Breukelen Story (avec Marco Polo)
- 2024 : Richmond Hill (avec Marco Polo)

### Compilations
- 2001 : The Best of Cold Chillin: Masta Ace
- 2004 : Hits U Missed
- 2005 : Hits U Missed Vol. 2
- 2006 : Grand Masta: The Remix & Rarity Collection
- 2008 : Hits U Missed Vol. 5: The Pre-Mixes

## Filmographie
- 2019 : Lost in Traplanta (web-série) de Mathieu Rochet : Rap God